# Fernando Jorge
Pour les articles homonymes, voir Jorge.
Fernando Dayán Jorge Enríquez, né le 3 décembre 1998 à Cienfuegos, est un céiste cubain spécialisé dans la course en ligne.
Il a notamment remporté la médaille d'or en C2 1000 mètres aux Jeux olympiques d'été de 2020 avec son coéquipier Serguey Torres.

## Carrière sportive
Il participe à ses premières compétition internationale à partir de 2015 et remporte très vite le Championnats panaméricains de 2016 avec Serguey Torres dans l'épreuve C-2 1000 m. Ce titre leur permet d'être qualifié pour Jeux olympiques de Rio de 2016 et termine sixième de l'épreuve.
Ensuite, il obtient une médaille d'argent sur 1000 mètre en canoë biplace aux mondiaux 2017 à Račice. Leur bateau sera toujours sur la deuxième marche du podium en 2018 à Montemor-o-Velho ou en 2019 à Szeged. Jorge s'aligne aussi en monoplace avec une place de vice-champion en 2018 et 2019 sur la distance du 5000 mètres. Cette même année, il est double médaillé aux Jeux panaméricains de Lima (l'or en C2-1000m et l'argent en C1-1000m).
Toujours associé avec Serguey Torres, il remporte en 2021 le titre sur 1000 mètres aux Jeux olympiques d'été de Tokyo en établissant un nouveau record olympique avec un chrono de 3 min 24 s 995 ; il parvient également à se qualifier pour la finale individuel sur la même distance et finit à la 7e place.
À l'occasion d'un entraînement de sa sélection nationale au Mexique en mars 2022, il fait défection